# 尼瓦河

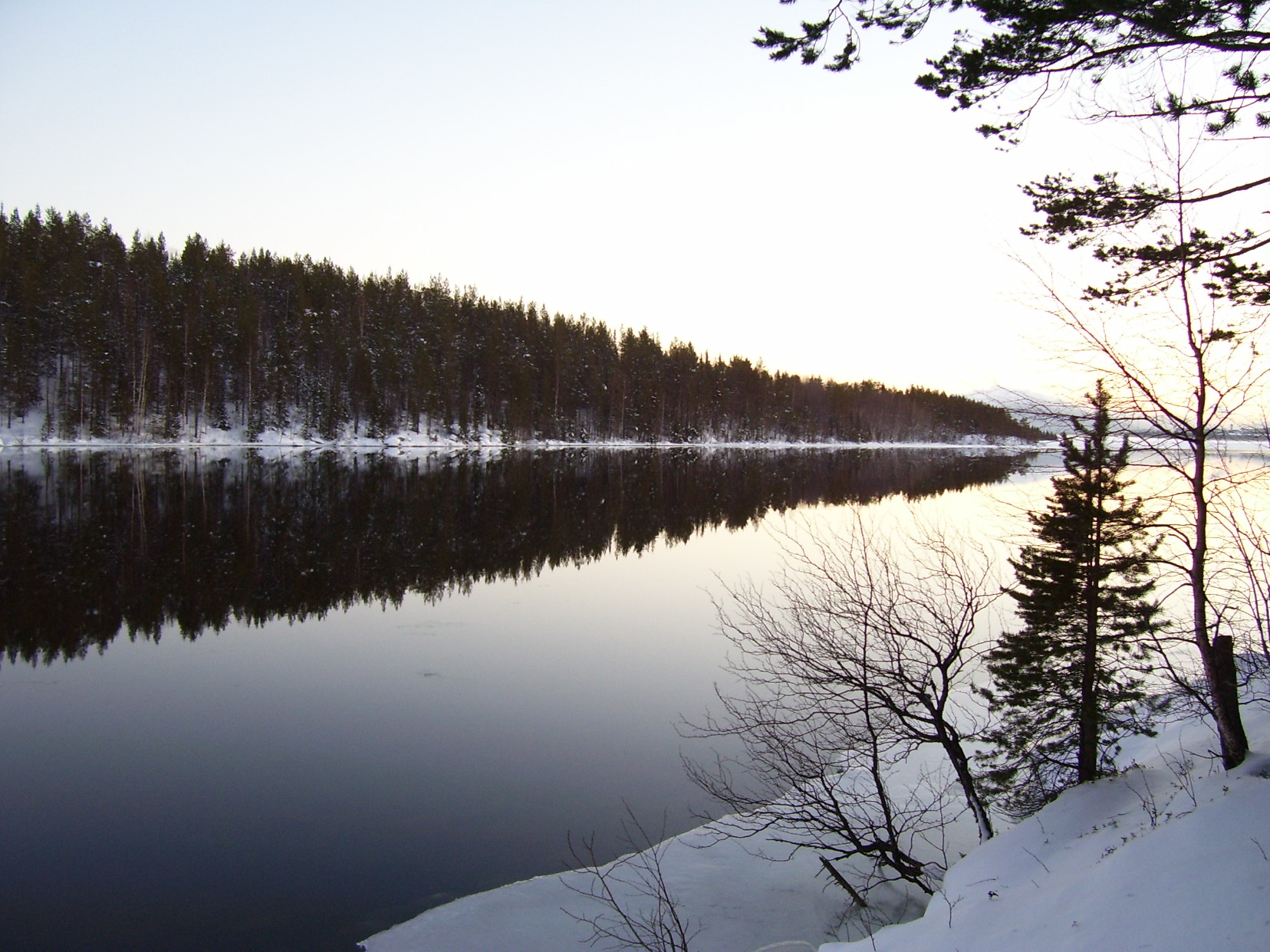
尼瓦河

尼瓦河是俄羅斯的河流，位於摩爾曼斯克州科拉半島，河道全長36公里，流域面積12,800平方公里，最大深度7.3米，河水來自伊曼德拉湖，最終注入白海。
在1936年至1954年間，尼瓦河上興建了三座水力發電廠，每年發電量1,390GWh。